# Каменный мост (Сарагоса)

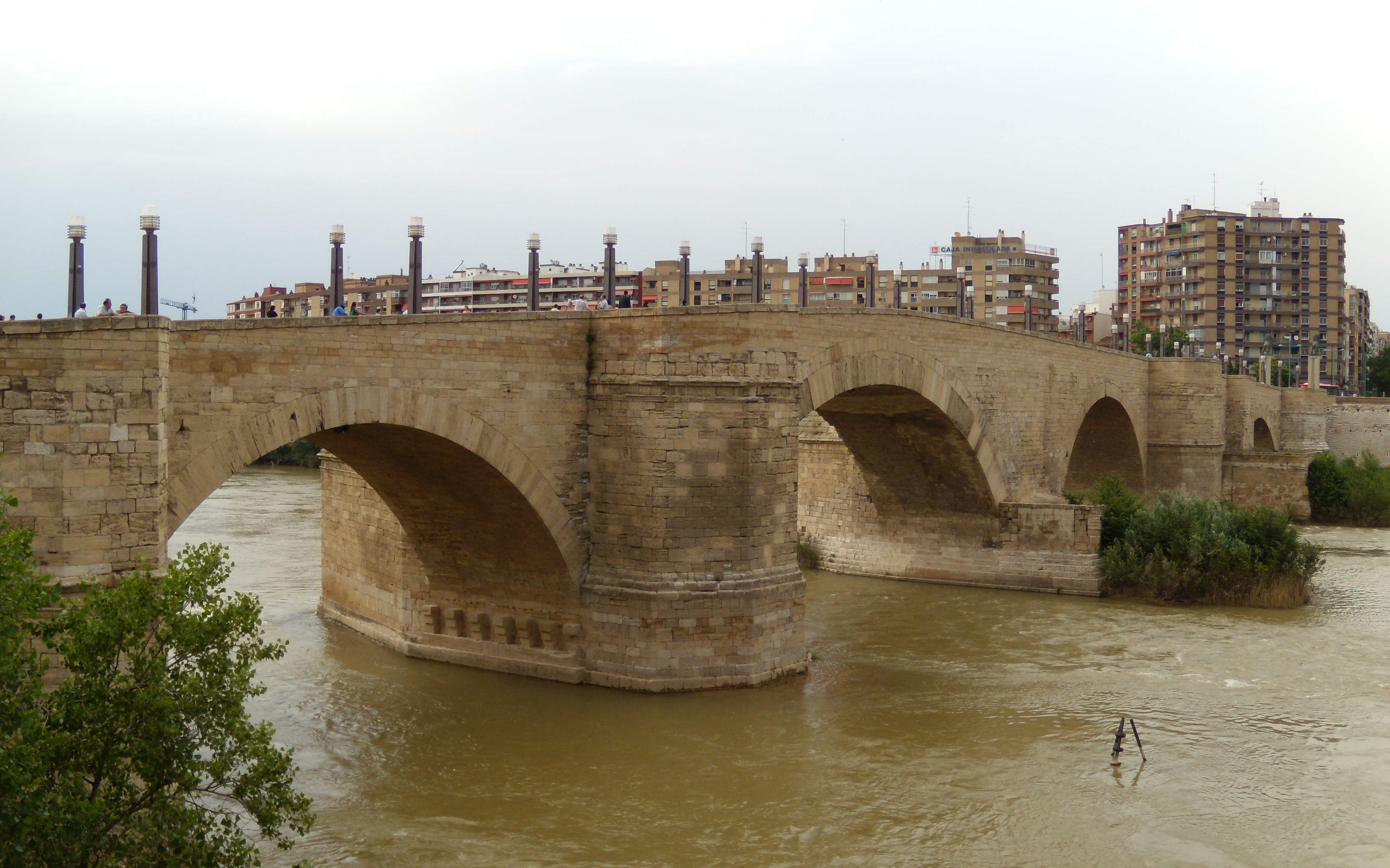
На фото 2008 года

Каменный мост (исп. Puente de Piedra) — мост в центре города Сарагосы (Испания) через реку Эбро. В туристических буклетах его также называют Львиным мостом, так как начиная с 1991 года с обеих сторон моста на колоннах высятся четыре льва, символы города.
Мост через реку Эбро в Сарагосе пытались построить ещё с XII века. В 1401—1440 году каменный мост был возведён под руководством Хиля де Менестраля. Наводнением 1643 года было разрушены два центральных пролёта моста. То, как после этого выглядел мост, можно видеть на картине Мартинеса дель Масо «Вид Сарагосы», написанной в 1647 году.

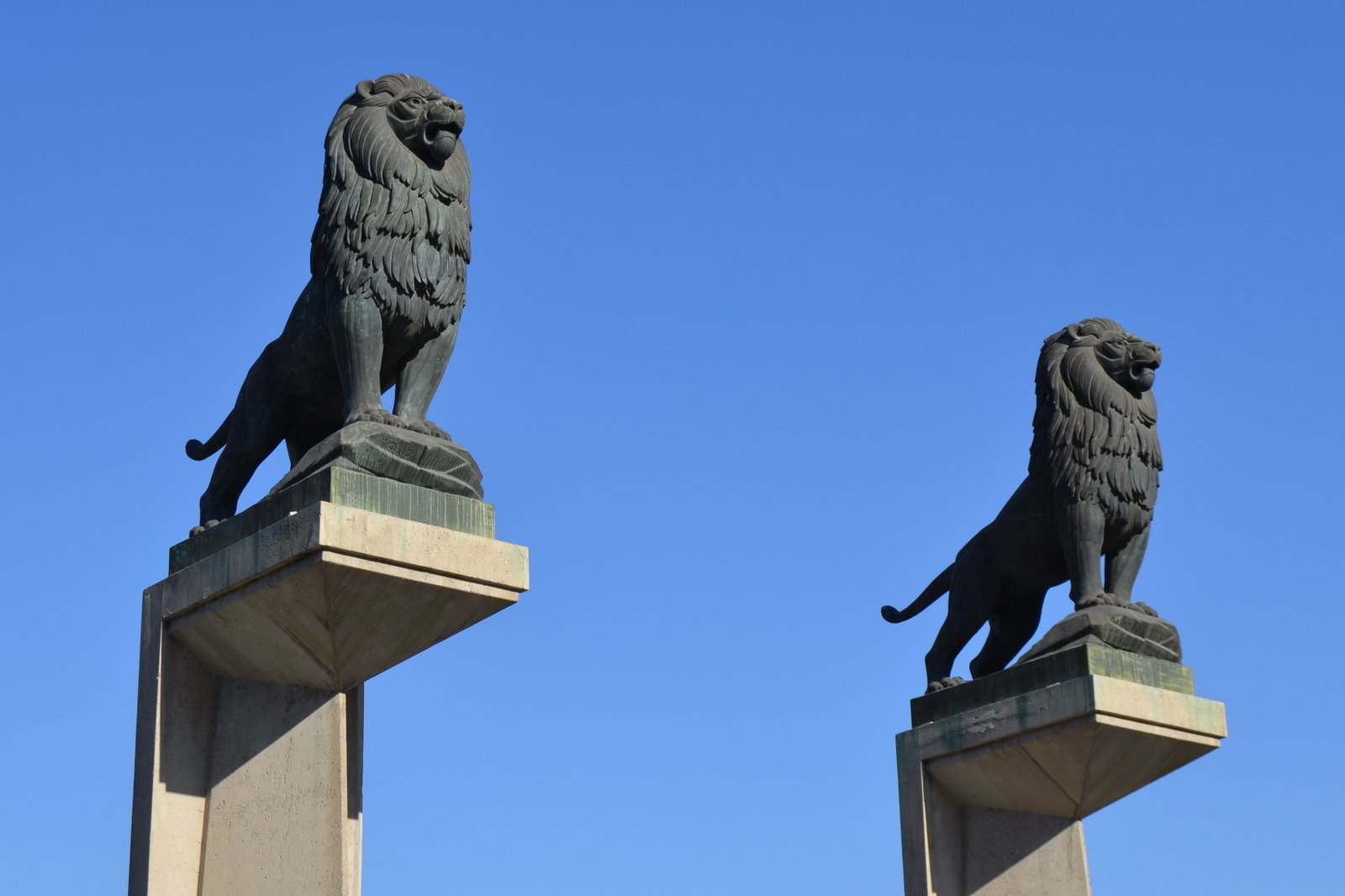
Львы на колоннах моста

В 1659 году мост был восстановлен, причем архитектор Фелип де Бузиньяк сумел полностью восстановить две разрушенные башни и расширить водорезы. В 1789 году архитектор Агустин Санс укрепил берег Эбро до монастыря святого Лазаря для предотвращения риска затопления моста. Строительство моста имело важное экономическое значение для развития региона и всей страны.
Четыре льва, установленные на колоннах при въездах на мост, были отлиты из бронзы в 1991 году скульптором Франциско Райо Лахосом.